# Actaea squamosa
Actaea squamosa es una especie de crustáceo decápodo de la familia Xanthidae.